# Ercheia polychroma
Ercheia polychroma là một loài bướm đêm trong họ Noctuidae.